# Acanthoscurria brocklehursti
Acanthoscurria brocklehursti (бразильский чёрно-белый птицеед) — вид мигаломорфных пауков из семейства Theraphosidae (птицееды). Известен агрессивным пищевым поведением, яркой окраской и высокими темпами роста. Размах ног взрослых особей может достигать 18-23 см.

## Содержание в неволе
В целом бразильским чёрно-белым птицеедам необходимо такое же содержание, как и другим птицеедам «наземного» типа. Стоит отметить относительно непредсказуемый и агрессивный характер пауков этого рода, в силу чего они не рекомендуются для содержания начинающими.

### Террариум
Для содержания таких пауков в неволе желательно сделать в террариуме укрытие. Террариум желательно выбрать широкий, невысокий. В качестве грунта можно использовать относительно толстый слой кокосового волокна. Необходимо следить за влажностью в террариуме, увлажняя грунт по мере необходимости.

### Температура и влажность
Для бразильского чёрно-белого птицееда наиболее комфортной является температура от 25 до 29 °C. Паук любит влажность, оптимальная влажность окружающего воздуха от 70 до 80 %.

### Питание
Оптимальным кормом для данного паука являются сверчки. Взрослые и крупные особи могут так же питаться крупными насекомыми.

## Родственные виды
Если идёт речь о пауках Acanthoscurria, то как правило подразумевается вид Acanthoscurria geniculata (бразильский белоколенный), который часто содержится в неволе.